# Jean Brooks
Jean Brooks, all'anagrafe Ruby M. Kelly (Houston, 23 dicembre 1915 – Richmond, 25 novembre 1963), è stata un'attrice statunitense.

## Biografia
Nata a Houston, nel Texas, visse a New York ed in Costa Rica, imparando correntemente sia l'inglese che lo spagnolo. 
Come attrice non raggiunse mai una grande notorietà all'interno dello star system hollywoodiano, tuttavia partecipò a diverse pellicole di notevole pregio ed ebbe ruoli importanti agli inizi degli anni quaranta.
Iniziò la sua carriera come cantante al Waldorf-Astoria Hotel di New York, insieme all'orchestra di Enrico Madreguera, adottando il nome d'arte di Jeanne Kelly, poiché il nome Ruby Kelly era troppo simile a quello di Ruby Keeler.
Con l'aiuto di Eric von Stroheim, che conobbe mentre lavorava all'Astoria, la Brooks iniziò la sua carriera cinematografica interpretando per la Arcturus Pictures la pellicola Obeah (1935).
Dopo un paio di interpretazioni minori, von Stroheim le affidò un ruolo nel film The Crime of Dr. Crespi (1935), cui fecero seguito alcune altre partecipazioni in piccoli ruoli a pellicole di questo regista. Nel frattempo recitò nei teatri newyorkesi nel dramma teatrale Name Your Poison.
Nel 1938 la Brooks cercò di tornare al cinema ma con scarsi risultati. Dopo un provino andato male con la 20th Century Fox, venne scritturata dalla Paramount Pictures per interpretare ruoli in lingua spagnola con il nome d'arte di Robina Duarte. Nel 1941 sposò il suo primo marito, lo sceneggiatore e futuro regista Richard Brooks, dal quale divorziò nel 1944. A partire dal 1942 adottò come nome d'arte il cognome del marito per non essere confusa con l'astro nascente Gene Kelly.
A partire dal 1943 sottoscrisse un contratto con la casa produttrice RKO Pictures, con la quale raggiunse l'apice della sua carriera, nonostante non riuscisse ad entrare a pieno merito nel mondo delle grandi stelle del cinema. In questo periodo recitò al fianco di Tom Conway nella lunga serie di pellicole dedicate al personaggio letterario del Falco, tratto dai romanzi polizieschi di Michael Arlen. In questo stesso periodo venne chiamata ad interpretare due classici del genere horror prodotti da Val Lewton, L'uomo leopardo (1943), in cui ebbe il ruolo della protagonista Kiki, cantante coinvolta in una serie di omicidi perpetrati da un serial-killer, e quella di Jacqueline Gibson, la debole adoratrice di un culto satanico ne La settima vittima (1944), ruolo quest'ultimo per la quale viene maggiormente ricordata dal pubblico appassionato del genere.
Abbandonate le scene dopo il suo ultimo film, Donne nella notte (1948), trascorse il resto della sua esistenza nell'anonimato fino alla morte, avvenuta nel 1963 per le conseguenze di anni di alcolismo e depressione.

## Filmografia
- Obeah, regia di F. Herrick Herrick (1935)
- Frankie and Johnnie, regia di Chester Erskine e, non accreditato, John H. Auer - non accreditata (1936)
- The Crime of Dr. Crespi, regia di John H. Auer (1936) - accreditata come Jeanne Kelly
- The Invisible Killer, regia di Sam Newfield (1939) - accreditata come Jeanne Kelly
- Miracle on Main Street, regia di Steve Sekely (1939) - accreditata come Jeanne Kelly
- Flash Gordon - Il conquistatore dell'universo (Flash Gordon Conquers the Universe), regia di Ford Beebe e Ray Taylor (1940) - non accreditata
- The Devil's Pipeline, regia di Christy Cabanne (1940)
- Il ritorno dell'uomo invisibile (The Invisible Man Returns), regia di Joe May (1940) - non accreditata
- Gianni e Pinotto reclute (Buck Privates), regia di Arthur Lubin (1941)
- Odio di sangue (Badlands of Dakota), regia di Alfred E. Green (1941)
- Riders of Death Valley, regia di Ford Beebe e Ray Taylor (1941)
- Too Many Blondes, regia di Thornton Freeland (1941)
- Boot Hill Bandits, regia di S. Roy Luby (1942)
- L'uomo leopardo (The Leopard Man), regia di Jacques Tourneur (1943)
- Il Falco in pericolo (The Falcon in Danger), regia di William Clemens (1943)
- The Falcon and the Co-eds, regia di William Clemens (1943)
- La settima vittima (The Seventh Victim), regia di Mark Robson (1943)
- Notte d'avventura (A Night of Adventure), regia di Gordon Douglas (1944)
- Il Falco a Hollywood (The Falcon in Hollywood), regia di Gordon Douglas (1944)
- Il coraggio delle due (Two O'Clock Courage), regia di Anthony Mann (1945)
- The Falcon in San Francisco, regia di Joseph H. Lewis (1945) - non accreditata
- The Falcon's Alibi, regia di Ray McCarey (1946)
- La bionda di bambù (The Bamboo Blonde), regia di Anthony Mann (1946)
- Donne nella notte (Women in the Night), regia di William Rowland (1948)